# Harry Seeley
Harry Govier Seeley (Londres, 18 de fevereiro de 1839 – 8 de janeiro de 1909) foi um paleontólogo britânico.

## Biografia
Seeley nasceu em Londres, filho de Richard Hovill Seeley, um ourives, e sua segunda esposa Mary Govier. Ele frequentou aulas na Royal School of Mines, Kensington antes de se tornar um assistente de Adam Sedgwick no Museu Woodwardian, Cambridge, a partir de 1859. Ele se matriculou como estudante na Sidney Sussex College, Cambridge em 1863. Ele recusou posições tanto no Museu Britânico como no Geological Survey da Grã-Bretanha para trabalhar por conta própria. No final de sua carreira, ele aceitou uma posição como Professor de Geologia na King's College (Cambridge) e Bedford College (Londres) (1876). Mais tarde ele foi Professor de Geologia e Fisiologia no Dulwich College e Professor de Geologia e Mineralogia na King's College de Londres (1896-1905).
Seeley morreu em Kensington, em 1909, e foi sepultado no Cemitério de Brookwood. Ele havia se casado em 1872, com Eleanora Jane, filha de William Mitchell de Bath. Sua filha Maude casou-se com Arthur Smith Woodward, FRS.

## Dinossauros

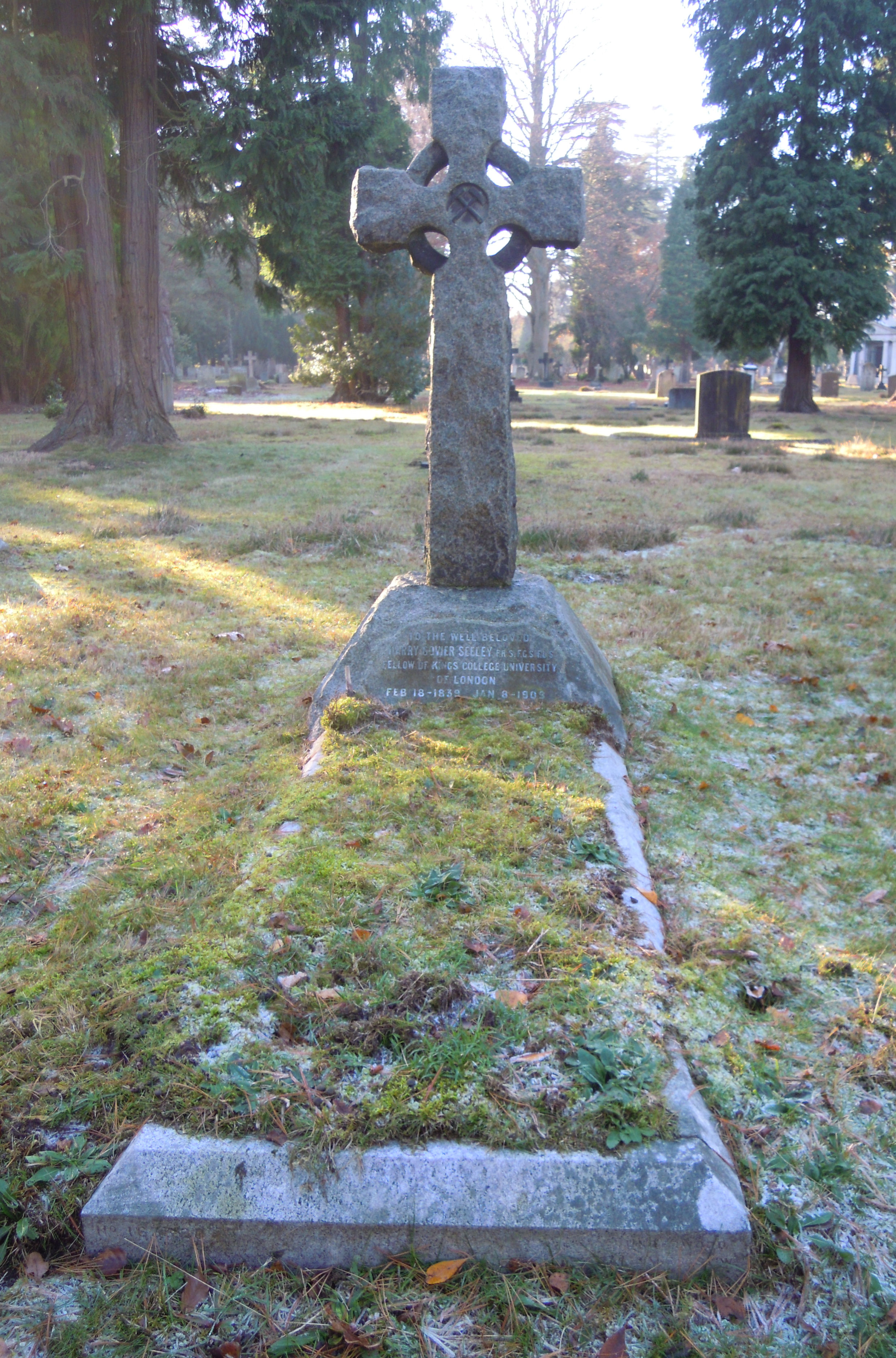
Túmulo de Harry Seeley.

Seeley determinou que os dinossauros estão separados em dois grandes grupos, os Saurischia, e os Ornithischia, com base na natureza de seus ossos pélvicos e articulações. Ele publicou seus resultados em 1888, a partir de uma palestra que ele tinha entregue ao ano anterior. Paleontólogos de sua época tinham dividido o Dinosauria em várias maneiras, dependendo da estrutura dos seus pés e a forma dos seus dentes. A divisão de Seeley, no entanto, tem resistido ao teste do tempo, embora as aves  que foram encontradas posteriormente, não se originaram dos Ornithischia "bird-hipped", mas sim, dos Saurischia "lizard-hipped". Ele encontrou os dois grupos tão distintos que ele também defendeu origens distintas: até os anos 1980, fazendo novas técnicas de análise cladística mostrou que ambos os grupos de dinossauros realmente tinha ancestrais comuns no Triássico. Seeley descreveu e nomeou numerosos fósseis de dinossauros no curso de sua carreira.
Seu livro popular sobre Pterossauros, Dragões do Ar (1901), descobriu que o desenvolvimento de aves e pterossauros eram paralelos entre si. Sua crença de que eles tinham uma origem comum foi provada, pois ambos são arcossauros, mas não tão próximos quanto ele pensava. Estava chateado com Richard Owen, pela sua descrição dos pterossauros planadores de sangue frio, e lentos, e reconheceu os insetos, como de sangue quente e ativos.
Ele foi eleito Membro da Royal Society em junho de 1879, por seu trabalho sobre répteis e dinossauros, e entregou a sua Croonian Lecture em 1887.
| “ | ...ele será mais lembrado, talvez, pelas maravilhosas coleções que ele fez no Karoo Camas da África do Sul e o resultado da exposição do ramo de História Natural no Museu Britânico do notável esqueleto de pareiasaurus e inúmeros outros répteis anomodontia... | ” |